# Mario Gómez
Mario Gómez García (n. 10 iulie 1985, Riedlingen, Regatul Württemberg, Imperiul German) este un fost fotbalist german care a evoluat pe postul de atacant la clubul german VfB Stuttgart și la echipa națională de fotbal a Germaniei. Apogeul carierei l-a atins la Bayern München unde a marcat 75 de goluri în 115 prezențe pe terenul de fotbal.

## Cariera

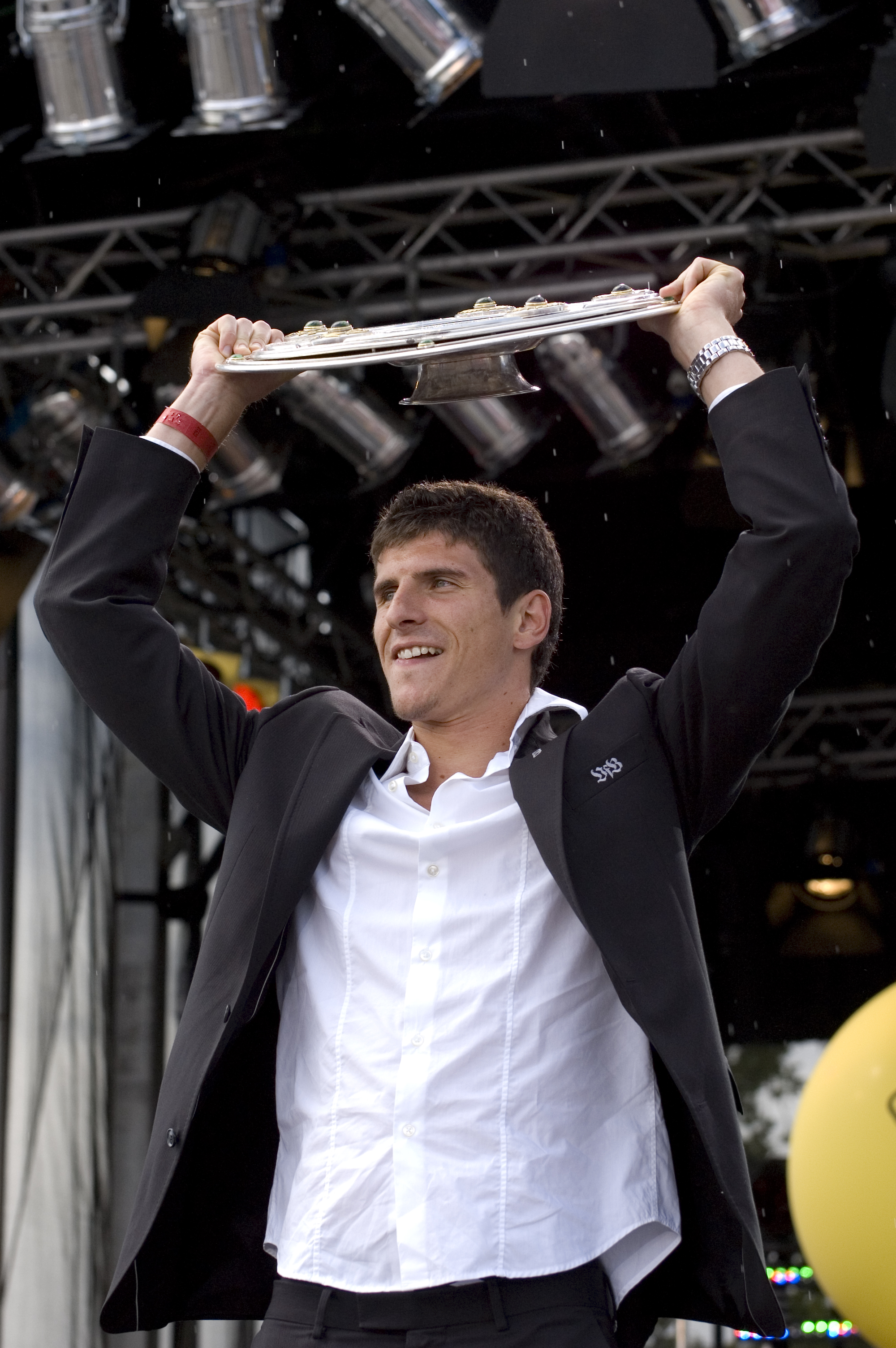
Mario Gómez ridicând deasupra capului Supercupa Germaniei

### Bayern München
La FC Bayern München, Mario Gómez a marcat 75 de goluri, fiind cel mai bun marcator din Bundesliga în 2010.

## Statistici carieră

### Club
|                              |                           |                           | Ligă    | Ligă   | Cupă         | Cupă         | Cupa Ligii    | Cupa Ligii    | Continental | Continental | Altele  | Altele | Total   | Total  | Ref.   |
| Club                         | Ligă                      | Sezon                     | Meciuri | Goluri | Meciuri      | Goluri       | Meciuri       | Goluri        | Meciuri     | Goluri      | Meciuri | Goluri | Meciuri | Goluri | Ref.   |
| Germania                     | Germania                  | Germania                  | Ligă    | Ligă   | DFB-Pokal    | DFB-Pokal    | DFB-Ligapokal | DFB-Ligapokal | Europe      | Europe      | Altele  | Altele | Total   | Total  | Ref.   |
| ---------------------------- | ------------------------- | ------------------------- | ------- | ------ | ------------ | ------------ | ------------- | ------------- | ----------- | ----------- | ------- | ------ | ------- | ------ | ------ |
| VfB Stuttgart II             | Regionalliga Süd          | 2003–04                   | 19      | 6      | —            | —            | —             | —             | —           | —           | —       | —      | 19      | 6      | [ 4 ]  |
| VfB Stuttgart                | Bundesliga                | 2003–04                   | 1       | 0      | 0            | 0            | 0             | 0             | 1           | 0           | —       | —      | 2       | 0      | [ 4 ]  |
| VfB Stuttgart                | Bundesliga                | 2004–05                   | 8       | 0      | 1            | 0            | 0             | 0             | 1           | 0           | —       | —      | 10      | 0      | [ 5 ]  |
| VfB Stuttgart II             | Regionalliga Süd          | 2004–05                   | 24      | 15     | —            | —            | —             | —             | —           | —           | —       | —      | 24      | 15     | [ 5 ]  |
| VfB Stuttgart                | Bundesliga                | 2005–06                   | 30      | 6      | 0            | 0            | 3             | 0             | 5           | 2           | —       | —      | 38      | 8      | [ 6 ]  |
| VfB Stuttgart                | Bundesliga                | 2006–07                   | 25      | 14     | 5            | 2            | —             | —             | —           | —           | —       | —      | 30      | 16     | [ 7 ]  |
| VfB Stuttgart                | Bundesliga                | 2007–08                   | 25      | 19     | 3            | 6            | 0             | 0             | 4           | 3           | —       | —      | 32      | 28     | [ 8 ]  |
| VfB Stuttgart                | Bundesliga                | 2008–09                   | 32      | 24     | 2            | 3            | 0             | 0             | 10          | 8           | —       | —      | 44      | 35     | [ 9 ]  |
| Total la VfB Stuttgart       | Total la VfB Stuttgart    | Total la VfB Stuttgart    | 121     | 63     | 11           | 11           | 3             | 0             | 21          | 13          | —       | —      | 156     | 87     | —      |
| Total la VfB Stuttgart II    | Total la VfB Stuttgart II | Total la VfB Stuttgart II | 33      | 21     | —            | —            | —             | —             | —           | —           | —       | —      | 33      | 21     | —      |
| Bayern München               | Bundesliga                | 2009–10                   | 29      | 10     | 4            | 3            | —             | —             | 12          | 1           | —       | —      | 45      | 14     | [ 10 ] |
| Bayern München               | Bundesliga                | 2010–11                   | 32      | 28     | 5            | 3            | —             | —             | 8           | 8           | 0       | 0      | 45      | 39     | [ 11 ] |
| Bayern München               | Bundesliga                | 2011–12                   | 33      | 26     | 5            | 2            | —             | —             | 14          | 13          | —       | —      | 52      | 41     | [ 12 ] |
| Bayern München               | Bundesliga                | 2012–13                   | 21      | 11     | 4            | 6            | —             | —             | 7           | 2           | 0       | 0      | 32      | 19     | [ 13 ] |
| Bayern München               | Bayern München            | Bayern München            | 115     | 75     | 18           | 14           | —             | —             | 41          | 24          | 0       | 0      | 174     | 113    | —      |
| Italia                       | Italia                    | Italia                    | League  | League | Coppa Italia | Coppa Italia | —             | —             | Europe      | Europe      | Altele  | Altele | Total   | Total  | Ref.   |
| Fiorentina                   | Serie A                   | 2013–14                   | 9       | 3      | 0            | 0            | —             | —             | 6           | 1           | —       | —      | 15      | 4      | [ 14 ] |
| Fiorentina totals            | Fiorentina totals         | Fiorentina totals         | 9       | 3      | 0            | 0            | —             | —             | 6           | 1           | —       | —      | 15      | 4      | —      |
| Total carieră                | Total carieră             | Total carieră             | 278     | 162    | 29           | 25           | 3             | 0             | 68          | 38          | 0       | 0      | 378     | 225    | —      |
| Last updated: 28 martie 2014 |                           |                           |         |        |              |              |               |               |             |             |         |        |         |        |        |

- 1.^Include UEFA Champions League și UEFA Cup.
- 2.^Include DFL-Supercup.
- 3.^Include UEFA Europa League.

## Goluri internaționale
| #   | Data              | Stadion                                                | Oponent               | Scor | Rezultat | Competiția                                           |
| --- | ----------------- | ------------------------------------------------------ | --------------------- | ---- | -------- | ---------------------------------------------------- |
| 1.  | 7 februarie 2007  | LTU Arena, Düsseldorf, Germania                        | Elveția               | 2–0  | 3–1      | Meci amical                                          |
| 2.  | 2 iunie 2007      | Frankenstadion, Nürnberg, Germania                     | San Marino            | 4–0  | 6–0      | Preliminariile Campionatului European de Fotbal 2008 |
| 3.  | 2 iunie 2007      | Frankenstadion, Nürnberg, Germania                     | San Marino            | 5–0  | 6–0      | Preliminariile Campionatului European de Fotbal 2008 |
| 4.  | 6 februarie 2008  | Ernst-Happel-Stadion, Viena, Austria                   | Austria               | 3–0  | 3–0      | Meci amical                                          |
| 5.  | 26 martie 2008    | St. Jakob-Park, Basel, Elveția                         | Elveția               | 2–0  | 4–0      | Meci amical                                          |
| 6.  | 26 martie 2008    | St. Jakob-Park, Basel, Elveția                         | Elveția               | 3–0  | 4–0      | Meci amical                                          |
| 7.  | 2 iunie 2009      | Sheikh Zayed Stadium, Abu Dhabi, Emiratele Arabe Unite | Emiratele Arabe Unite | 2–0  | 7–2      | Meci amical                                          |
| 8.  | 2 iunie 2009      | Sheikh Zayed Stadium, Abu Dhabi, Emiratele Arabe Unite | Emiratele Arabe Unite | 4–0  | 7–2      | Meci amical                                          |
| 9.  | 2 iunie 2009      | Sheikh Zayed Stadium, Abu Dhabi, Emiratele Arabe Unite | Emiratele Arabe Unite | 5–0  | 7–2      | Meci amical                                          |
| 10. | 2 iunie 2009      | Sheikh Zayed Stadium, Abu Dhabi, Emiratele Arabe Unite | Emiratele Arabe Unite | 7–2  | 7–2      | Meci amical                                          |
| 11. | 5 septembrie 2009 | BayArena, Leverkusen, Germania                         | Africa de Sud         | 1–0  | 2–0      | Meci amical                                          |
| 12. | 29 mai 2010       | Stadionul Ferenc Puskás, Budapesta, Ungaria            | Ungaria               | 2–0  | 3–0      | Meci amical                                          |
| 13. | 11 august 2010    | Parken Stadium, Copenhaga, Danemarca                   | Danemarca             | 1–0  | 2–2      | Meci amical                                          |
| 14. | 12 octombrie 2010 | Astana Arena, Astana, Kazahstan                        | Kazahstan             | 2–0  | 3–0      | Preliminariile Campionatului European de Fotbal 2012 |
| 15. | 29 martie 2011    | Borussia-Park, Mönchengladbach, Germania               | Australia             | 1–0  | 1–2      | Meci amical                                          |
| 16. | 29 mai 2011       | Rhein-Neckar-Arena, Sinsheim, Germania                 | Uruguay               | 1–0  | 2–1      | Meci amical                                          |
| 17. | 3 iunie 2011      | Ernst-Happel-Stadion, Viena, Austria                   | Austria               | 1–0  | 2–1      | Preliminariile Campionatului European de Fotbal 2012 |
| 18. | 3 iunie 2011      | Ernst-Happel-Stadion, Viena, Austria                   | Austria               | 2–1  | 2–1      | Preliminariile Campionatului European de Fotbal 2012 |
| 19. | 7 iunie 2011      | Stadionul Tofiq Bahramov, Baku, Azerbaijan             | Azerbaidjan           | 2–0  | 3–1      | Preliminariile Campionatului European de Fotbal 2012 |
| 20. | 7 octombrie 2011  | Turk Telekom Arena, Istanbul, Turcia                   | Turcia                | 1–0  | 3–1      | Preliminariile Campionatului European de Fotbal 2012 |
| 21. | 11 octombrie 2011 | Esprit Arena, Düsseldorf, Germania                     | Belgia                | 3–0  | 3–1      | Preliminariile Campionatului European de Fotbal 2012 |
| 22. | 31 mai 2012       | Zentralstadion, Leipzig, Germania                      | Israel                | 1–0  | 2–0      | Meci amical                                          |
| 23. | 9 iunie 2012      | Arena Lviv, Lviv, Ucraina                              | Portugalia            | 1–0  | 1–0      | Euro 2012                                            |
| 24. | 13 iunie 2012     | Stadionul Metalist, Harkiv, Ucraina                    | Țările de Jos         | 1–0  | 2–1      | Euro 2012                                            |
| 25. | 13 iunie 2012     | Stadionul Metalist, Harkiv, Ucraina                    | Țările de Jos         | 2–0  | 2–1      | Euro 2012                                            |

## Palmares

### Club
Stuttgart
- Bundesliga: 2006–07

Bayern München
- Bundesliga: 2009–10, 2012–13
- DFB-Pokal: 2009–10, 2012–13
- DFL-Supercup: 2010, 2012
- Liga Campionilor UEFA: 2012–13

### Națională
Germania
- Campionatul Mondial de Fotbal

Locul 3 - medalia de bronz: 2010
- Campionatul European de Fotbal

Vicecampion: 2008

### Individual
- Golgheter la Campionatul European de Fotbal: 2012
- Golgheter Bundesliga (28 de goluri): 2011
- Fotbalistul german al anului: 2007